# میر علی بیک ورقا
میرعلی بیک ورقا، در دوران قاجار از حدود سال‌های ۱۳۲۰ تا ۱۳۴۰ هجری قمری رئیس احتسابیه قاینات و داروغه بیرجند بوده است.
وی که یکی از اعضا خاندان حاکم خزیمه عرب است نقش مهمی در تحولات شرق ایران ازجمله:
اختلافات حکومت نیمه مستقل محلی و دولت مرکزی، حوادث سیستان و تحولات نظم نوین پلیس قاینات داشته است.
همچنین در کتابچه جمع و خرج مالیات ولایات قاین و خواف ابواب جمعی شوکت الملک امیر تومان، سند شماره ۳۸۶۷۶/۲۴۰ موجود در مرکز اسناد ملی ایران، به سال ۱۳۲۷ قمری (۱۲۸۸ خورشیدی) از.

## شجره نامه
میر علی بیک ورقا فرزند میر محمد بیک و از نوادگان میر محمد محتشم عرب خزیمه است.
کلمه ورقا، ریشه عربی دارد و در تاریخ اسلام این نام علی‌الخصوص در صدر اسلام در بین صحابه پیامبر و فاتحان لشکر اسلام مشهود است از جمله فاتح اصفهان و طبسین (دوطبس واقع در خراسان جنوبی یکی در شرق استان و دیگری در غرب استان) خراسان، به قولی عبدالله ابن بدیل ابن ورقا بوده است. همچنین بر اساس مستندات و کتب تاریخی دیگر همچون تاریخ طبری، عبدالله ابن حارث ابن ورقا اسدی (اسد ابن خزیمه) معرفی گردیده است.

## ورقا در لغت
به معنای کبوتریست خاکی رنگ و گویند عربی است و به روح انسان تشبیه شده است لقب‌ها و نام طوایف در ایران و در تاریخ اسلام معمولاً بر اساس اسامی اجداد علی‌الخصوص اجدادی که معروف تر و شایسته‌تر بوده‌اند انتخاب و به نسل‌های بعد منتقل می‌گردید و برای مثال تکرار نام‌هایی مانند خازم، خزیمه، امیر علم، ورقا، میر محمد از این روی بسیار رایج بوده است. پس از شروع دوره سلسله پهلوی و صدور شناسنامه کم‌کم این روش چند صد ساله جای خود را به القاب انتخابی و بسیار متفاوت واگذار نمود.
این روش نام‌گذاری قدیمی ریشه در فرهنگ اسلامی و متأثر از فرهنگ قوم عرب است در این قوم هم‌اکنون نیز نام و لقب فرد به این شکل ذیل است به ترتیب نام، نام پدر، نام پدر بزرگ و در نهایت نام قبیله، که آن نیز معمولاً نام یکی از اجداد قدیمی است.

## دوران فعالیت
میر علی بیک در حدود سال‌های ۱۲۷۰ تا ۱۳۴۰ هجری قمری می‌زیسته است بر اساس اسناد قدیمی ایشان دارای چندین برادر به نام‌های میر زین العابدین، میر حسنعلی بیک، میر اسدالله بیک، میر محمد حسن بیک و چندین فرزند پسر با نام‌های میرمحمد حسین بیک، میر محمد قلی بیک و میرزا محمد رضا و چندین فرزند دختر بوده است.
گروهی از بیک‌های خُنگ در منطقه شاخنات که افرادی صاحب نام نیز بوده‌اند از طوایف عرب بوده‌اند که از منطقه خوسف و هردنگ مهاجرت و در آنجا ساکن شده‌اند.
روستای خُنگ دارای نایب الحکومه مستقل بوده که زیر نظر نایب الحکومه گاهی درخش و قاین فعالیت می‌کرده است.
دوران زندگی میرعلی یکی از مهم‌ترین دوران تاریخ قاینات و حتی کشور ایران در صده‌های اخیر است. از یک سو با رشد علم و تکنولوژی و گسترش ارتباطات، دنیا در حال ورود به عصر جدید بوده و از سوی دیگر با دخالت مستقیم و جدی کشورهای بیگانه در امور ایران، قاینات و سیستان و در کل تمام ایران دستخوش حوادث بسیار مهمی بوده است از قبیل بررسی و تعیین خط مرزی بین ایران و افغانستان، انقلاب مشروطه، تأسیس بانک شاهی در قاینات، رقابت و کشمکش شدید دولت مرکزی و حکومت نیمه مستقل قاینات، رقابت‌های درون منطقه‌ای قدرتمندان منطقه قاینات و سیستان، رقابت و دخالت روس و انگلیس درامورات داخلی ایران و علی‌الخصوص دخالت و حضور آشکار این دول در شرق کشور. ظهور و تشکیل شیوه جدید کشور داری و بروکراسی جدید اداری و نهایتاً زمینه‌های سقوط حکومت قاجار در این دوران به وقوع پیوست.

## سمت‌ها و اختیارات
در این میان خاندان خزیمه با زیر مجموعه‌های طایفه‌ای و کارگزاران خود نقش بسیار مؤثری در تاریخ ایران و نقش تقریباً انحصاری در تاریخ قاینات و سیستان و بلوچستان داشته است. علی بیک نایب در دوران زندگی خود، در سمت‌های مختلف از قبیل نایب الحکومه خُنگ، سرچاه و هردنگ، تحویل دار سیستان در زمان امیر علم خان سوم و شوکت الملک، نایب الحکومه درخش، داروغه بلده بیرجند، رئیس احتسابیه بیرجند نقش مؤثری در کلیه وقایع بازی کرده است.
کارهای امور مالی، استخدامی، نظارت بر احکام اجرایی و همچنین حل و فصل اختلافات نیزدر بسیاری از موارد با تلاش ایشان خاتمه می‌یافت و در امور داخلی حکومت محلی از قبیل رقابت‌های خاندان خزیمه با دیگر طوایف قدرتمند منطقه ایشان نقش یکی ابواب جمعی خرد شوکت الملک را داشتند. خاندان خزیمه در طول صدها سال حکومت خود در منطقه رقابت‌های جدی با طوایفی از قبیل نخعی‌ها و حتی حکام خراسان داشتند و این رقابت‌ها بعضاً به درگیری‌های نظامی جدی و حتی دخالت دولت مرکزی جهت خاتمه منازعه کشیده می‌شد و در غالب موارد پیروزی به نام خزیمه‌ها در تاریخ ثبت شده، منازعاتی که حد اقل از زمان اسماعیل خان خزیمه در زمان نادرشاه ثبت گردیده وبا ادعای سلطنت امیر علم خان اول، پس از مرگ نادرشاه به صورت جدی وارد مرحله جدیدی شد و در دوران قاجار نیز ادامه داشت هرچند رؤسای خاندان خزیمه هیچ‌گاه به سلطنت نرسیدند. در این خصوص چند نقل قول جهت شناخت وضعیت آن دوره خالی از لطف نیست:
اول، سخن لرد کرزن در این خصوص مفید فایده است: «امیرعلم خان (امیر علم خان سوم، حشمت الملک) کنونی شاید نیرومندترین فرد دستگاه پادشاهی ایران باشد. به قدری مقتدر است که حکومت مرکزی به آسانی جرئت دخالت در کار او را ندارد»
دوم، در نامه‌ای در ازای عملکرد میرزا حسین پیش خدمت نواب مستطاب در خصوص مداخله در ساخت حمام و بازار در سیستان امیر علم خان حشمت الملک می‌گوید: «شنیدم چنین فقراتی در سر دارید اگر حقیقت داشته باشد می‌آیم سیستان را خراب می‌کنم. سیستان حمام و بازار نمی‌خواهد با این بهانه‌ها می‌خواهید ولایت ما را صاحب شوید و ما را زیر حکم خود درآورید. این وجه را که می‌خواهند به ما بدهند قبول نخواهیم کرد. چنانچه حضرت پادشاه عالم پناه می‌خواهند چیزی التفات نمایند. یک هزار دوهزار تومان به درد ما نمی‌خورد. ما به وزن پول می‌خواهیم. سیزده من به وزن سیستان، طلا به جهت ما روانه فرمایند. یک نفر بیاورد تحویل دهد برود و الا ما مملکت خود را به دست کسی نخواهیم داد.»
سوم، امیر علم خان خزیمه وصیت کرده بود نه از قاجاریه دختر بگیرید و نه به آن‌ها دختر بدهید نتیجه آن شد که در صد و پنجاه سال حکومت قاجار هیچ شاهزاده‌ای به بیرجند راه نیافت و هیچ شاهزاده قاجاری حاکم بیرجند نشد

## واقعه مهم قتل میرزا ابراهیم کارگزار دولت، رویارویی حکومت محلی با دولت مرکزی ایران و نقش میرعلی بیک ورقا
یکی از وقایع بسیار مهم دوران ایشان که میزان کشمکش و قدرت نمایی‌های بین حکومت مرکزی و حکومت نیمه مستقل محلی را اثبات می‌نماید و پس از انقلاب مشروطه مهم‌ترین واقعه منطقه است واقعه قتل میرزا ابراهیم خان ریس اداره مالیه است.
میرزا ابراهیم خان به عنوان ریس اداره مالیه از تهران به بیرجند اعزام گردید و در خصوص پرداخت‌های دولتی اختیارات گسترده داشت و از قدرت منطقه‌ای قاینات و سیستان تبعیت نمی‌نمود و ازجمله به یک باره پرداخت حقوق پلیس شهر که در آن زمان نیروی جدید التأسیس احتسابیه بود را قطع نمود پلیس‌های ناراضی که ۳ ماه حقوق نگرفته بودند با پشتیبانی بازاریان بیرجند به رئیس احتسابیه آقا میر علی بیک شکایت نمودند میرزا علی بیک ورقا به رئیس مالیه تذکر جدی داد و به طبع آن شوکت الملک به ریاست مالیه بیرجند و خراسان اخطار داد لکن تذکرات و نامه نگاری‌ها به جایی نرسید و میرزا ابراهیم خان اعلام نمود تا حکومت مرکزی اجازه ندهد دیناری پرداخت نخواهد نمود. پلیس‌های خشمگین که سر دسته آن‌ها پسر بزرگ میر علی بیک داروغه (برادر بزرگ محمدرضاخان سپهری) بود با چراغ سبز حکومت محلی و مجوز میر علی بیک با میرزا ابراهیم خان وارد بحث و درگیری لفظی شدند و در این میان دونفر از ژاندارم‌های محافظ میرزا ابراهیم خان با تفنگ ماوزر به طرف پلیس‌ها تیراندازی نمودند که منجر به زخمی شدن یکی از نیروی‌های پلیس بیرجند شد و همین مسئله باعث آغاز درگیری گردید و در نهایت در میان درگیری نیروهای دو طرف، میرزا ابراهیم خان کارگزار مالیه دولت کشته شد.
این واقعه به سرعت موضع‌گیری کنسولهای روس و انگلیس و مسیو للو بلژیکی را برانگیخت. موسیو للو رئیس مالیه خراسان و مسیو مرنار خزانه دار کل ایران پیشنهاد عزل محمدابراهیم علم شوکت الملک را مطرح نمودند و هرکدام از قدرت‌ها بر اساس منافع از یک طرف درگیری حمایت نمودند و و روابط حکومت محلی با دولت مرکزی دچار تنش جدی گردید. در دو دوره زمانی دو هیئت برای بررسی موضوع و دستگیری و محاکمه عاملان ماجرا از طرف حکومت مرکزی عازم بیرجند شدند ولی هیچ‌گاه کسی محکوم نگردید و پیگیری‌ها بی‌نتیجه ماند.
هرچند موضوع و در واقع بحران پس از مدتی کشمکش خاتمه یافت لکن اثرات آن در تاریخ منطقه مشهود است یکی از اثرات غیر مستقیم این کشمکش‌ها که سال‌ها بعد در تاریخ ایران مؤثر واقع شد عدم حمایت قاطع بعضی حکام منطقه‌ای من جمله خاندان خزیمه از حکومت قاجار و حتی کمک به تغییر حکومت بود. تصویب پایان حکومت قاجار در مجلس ایران به تلاش و ارائه لایحه افراد مختلف علی‌الخصوص سید محمد تدین بهلگردی بیرجندی (همشهری و آشنای دیرینه خاندان خزیمه)، نایب رئیس مجلس انجام گردید. بر اساس لایحه سید محمد تدین در تاریخ ۹ آبان ۱۳۰۴ خاندان قاجار برای همیشه از سلطنت خلع گردیده ورضاخان سردار سپه به ریاست حکومت موقت رسید. واقعه‌ای که هرچند ابعاد و انگیزه‌های گسترده و مختلف دارد اما عدم رضایت و حمایت قدرت‌های محلی منجمله قاینات و سیستان را از عملکرد قاجاریه به وضوح نشان می‌دهد.

## اختلافات خاندانی بر سر حکومت قاینات و سیستان و واقعه سوء قصد به جان میر علی بیک ورقا
از دیگر مسایل مهم دوران فعالیت ایشان، مسئله مهم اختلافات داخلی خاندان خزیمه بوده است همان‌طور که در کتب مختلف تاریخی ذکر شده خاندان عرب خزیمه پسر بعد از پدر به مدت چند قرن نسل اند رنسل امیر و حاکم منطقه قاینات و سپس سیستان و بلوچستان بوده‌اند وقاعدتا همانند دیگر سلاطین و امیران، دربار خاندن خزیمه نیز جهت جانشینی امیر بعدی آبستن فتنه وحوادث و مناقشات بوده است.
آنچه که به این موضوع دامن می‌زد ازدواج‌های متعدد امیران و وجود فرزندانی از مادران متفاوت بود و تیره‌هایی از این خاندان به سبب همین امر بعضاً مورد غضب برادران یا دیگر اقوام قرارداشته‌اند و شاخه‌هایی از این خاندان نیز به سبب همفکری با امیران خاندان، سمتهایی از قبیل نایب الحکومه و دیگر مشاغل دیوانی را عهده‌دار بودند. هرچند به دلیل ضعف تاریخ‌نگاری منظم، تمام اسناد و رویدادها موجود نیست ولی اختلافات و رویدادهای پس از مرگ امیر علم خان سوم و سپس جانشینی امیر اسماعیل خان (شوکت الملک اول) و سپس برادر کوچکترش امیر محمد ابراهیم خان (شوکت الملک دوم) به دلیل نزدیک بودن به تاریخ معاصر، محفوظ است و به صورت مستند و مکتوب وجود دارد. رقابت اصلی در این دوران در ابتدا بین امیر اسماعیل خان حاکم قاینات با برادر بزرگتر امیر علی اکبرخان حاکم سیستان و بلوچستان بود. امیر علی اکبرخان با توجه به اینکه فرزند ارشد امیر علم خان بود خواستار حکومت کل منطقه قاینات و سیستان گردید لاکن موفق نشد و بعد از فوت امیر اسماعیل خان رقابت زیادی بین برادر کوچک‌تر ااین امیر یعنی امیر محمد ابراهیم خان ملقب به شوکت الملک دوم با برادر زاده خود امیرمعصوم خان (ملقب به حشمت الملک سوم فرزند امیر علی اکبرخان که از سمت مادربلوچ نهرویی بود) به وجود آمد. در جریان این کشمکش‌ها در سالیان متوالی افراد مختلف از هر دو جناح مجروح و بعضاً کشته شدند. در بیشتر این مدت امیر محمد ابراهیم خان شوکت الملک حاکم قاینات و سیستان بود اما در دو دوره حدوداً دوساله امیر معصوم خان نیز توانست حکم امارت را از شاه قاجار اخذ نماید اما بعد از مدت کوتاهی مجدداً امیر ابراهیم خان حاکم گردید. میر علی بیک ورقا بین دو گروه شوکتی و حشمتی در جناح شوکت الملک امیر ابراهیم خان بود و در این راستا اقدامات بسیاری در راستای حفظ امارت و گسترش آن انجام داد و به لحاظ اقدامات اجرایی نظامی در دورانی که حتی حشمت الملک امیربود در مقابل فرامین وی مقاومت و ایستادگی می‌نمود. بر اساس اسناد کنسولگری انگلستان، پس از آنکه از تسلیم یا برکناری میر علی بیک ناامید شدند در نهایت تصمیم به قتل وی گرفتند و تعداد پنجاه شصت نفر بلوچ و افغان از هواداران امیر حشمت الملک، به بهانه اینکه میر علی بیک داروغه یکی از افراد ایشان را با شمشیر مضروب ساخته شبانه به خانه داروغه حمله کردند. محافظان و مستخدمان وی را مضروب ساختند ولی در بین درگیری‌ها، میرعلی بیک داروغه توانست از مسیر پشت بام از مهلکه بگریزد و جان سالم به در برد وبا رسیدن نیروهای ژاندارمری و نیروی کمکی مهاجمان متواری شدند. هرچند در دورانی میر علی بیک سمت‌های امارت را بر اساس شرایط یادشده رها نمود ولی پس از قدرت یافتن امیر شوکت الملک مجدداً به مناصب حکومتی نایل گردید.

## تقسیم‌بندی دوران حیات

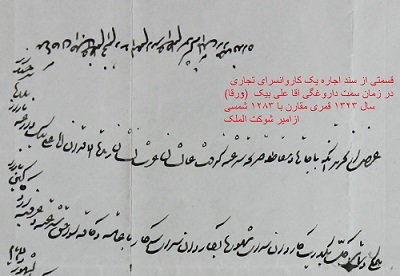
سند اجاره یک باب کاروانسرا توسط میر علی بیک داروغه بیرجند

دوران زندگی میر علی بیک ورقا بسیار پر فراز و نشیب بود و در برهه‌ای از زمان به دلیل اختلاف نظر سیاسی و شاید رقابت‌های درون طایفه‌ای، ایشان از کلیه مشاغل و مناصب حکومتی فاصله گرفت و مدتی به مشاغل خصوصی و رتق و فتق امور املاک خود گذراند ولی بعد از مدت کوتاهی (حدوداً چند سال) به دلیل خویشاوندی نسبی و دوستی قدیمی با مستوفیان امارت از جمله میرزا محمدرضای مستوفی و توانمندی در انجام امورات مجدداً وارد کارزار حکومت قاینات گردید و بلا فاصله به عنوان داروغه بلده بیرجند شروع به فعالیت نمود.
در کل دوران زندگی ایشان دارای سه بخش اصلی است:
در دوره اول و جوانی نایب الحکومه مناطق مختلف اطراف بیرجند واداره املاک و شرکت در رقابت‌های خاندان خزیمه با دیگر طوایف متنفذ منطقه،
بخش دوم فاصله از امورات وابسته به امارت قاینات و کناره‌گیری از سمت‌های حکومتی به دلیل اختلافات جناحی در خاندان خزیمه و انجام مشاغل شخصی و مشاغلی از قبیل مدیریت املاک و انجام امور تولیدی و تجاری در بازار بیرجند (آقا علی بیک سال‌ها به جز امور حکومتی دارای کارگاهای تولید کفش و اقلام چرمی و تجارت بود
و در این راستا سالیان سال یک باب کاروانسرا با حدود چهل باب دکان و انبار و کارگاه را در مرکز بازار بیرجند از شوکت المک اجاره نموده بود همین کاروانسرا بعدها توسط فرزند وی میرزا محمد رضا سپهری از شوکت الملک خریداری گردید ودارالتجاره شرکت فرش شرق بیرجند شد
)

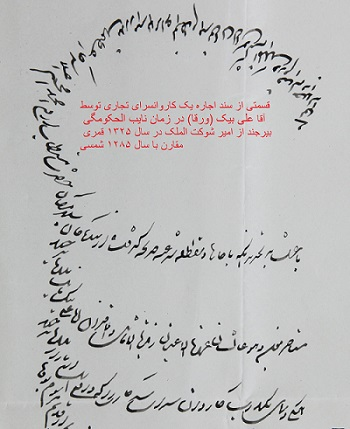
سند اجاره یک باب کاروانسرا توسط علی بیک ورقا داروغه بیرجند

بخش سوم ورود مجدد به امور حکومتی با قبول سمت داروغگی شهر بیرجند و سپس ریاست اداره احتسابیه.

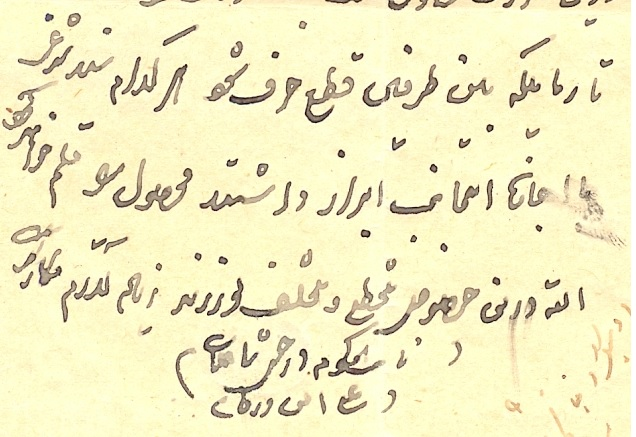
دست خط و حکم قضایی مرحوم میر علی بیک ورقا

## وضعیت امنیتی شهر
در دوران زمامداری میرزا علی بیک درامور مختلف، وضعیت امنیتی و اجتماعی قاینات بسیار سامان گرفت و منطقه مرزی خراسان جنوبی از امن‌ترین نقاط ایران محسوب می‌گردید امنیت شهر بیرجند تا قبل از ایجاد نظمیه به‌واسطه میر شب‌ها و به ریاست داروغه شهر تأمین می‌شد وهر شب یک کلمه رمز عبور شبانه از طرف داروغه تعیین می‌گردید.
در آن زمان مرسوم بود که سه یا چهار ساعت از شب گذشته شیپور قرق می‌زدند و اگر رهگذری با سوء نیت یا ندانسته و بدون اطلاع از کلمه رمز شب دستگیر می‌شد در بازداشتگاه بیرجند به نام میرشب خانه زندانی می‌شد و جهت اطمینان از عدم مجرم بودن بازجویی می‌گردید بنا بر مستندات مختلف از جمله کتاب بیرجند نامه، میر علی بیک با ذکاوت و شجاعت خود به خوبی از پس این امور برمی‌آمد و شهر بسیار امن بود متن کتاب بدین شرح است. (آخرین داروغه بیرجند مرد باکفایت و هوشمندی بود به نام «علی بیک ورقا» که به خوبی از عهده وظیفه خود برمی‌آمد و با قدرت کار خود را انجام می‌داد) رسم دیگر در قل و زنجیر کردن زندانیان و تنبیه ایشان و کار اجباری کشاورزی و ساختمان‌سازی در ملأ عام بود که از زمان امیر علم خان سوم مرسوم بود و باعث ایجاد امنیت منطقه گردیده بود.
میرعلی بیک نایب در امور قضایی و حل و فصل اختلافات همیشه از روحانیون و مراجع هم عصر خود منجمله مرجع عالی قدر آیت‌الله محمد حسن هردنگی از اعاظم روحانیون قهستان و میرزا مهدی مجتهد صدر درخشی فرزند حاجی کوچک میرزا ملقب به صدر العلما نایب الحکومه فتح علی شاه قاجار و دیگر علما بهره می‌جست و در مواردی این علما به ایشان تذکرات جدی می‌دادند.

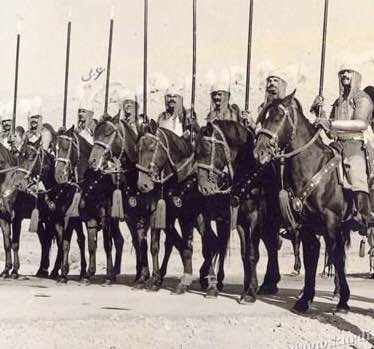
سواره نظام

## اختلافات مرزی و منازعه در سیستان
در خصوص تعیین حدود مرز ایران و افغانستان و شورش‌ها و نافرمانی‌های مربوط به آن به دست برخی قدرتمندان سیستان و بلوچستان به تحریک افغان‌ها، میر علی بیک و نیروهای وی جزو طلایه داران سپاه قاینات و جهت حراست از مرز آماده بودند در قسمتی از این ماجرا در تاریخ ثبت شده است که محمد رضا سپهری فرزند میر علی بیک ورقا که در معرکه حضور داشته، پس از لشکر کشی قوای قهستان و پایان منازعه، با وساطت حاجی محمد علی خان سهام الدوله باجناغ امیر شوکت الملک از دستور امیر شوکت الملک جهت ازدواج با دختر یکی از امرا سیستان عرض معافیت نمود که دلیل این امر تأهل ایشان وعلاقه به همسر بوده است و لذا برای ایجاد نسبت فامیلی با امرا سیستان به امر شوکت الملک یکی از دختران میر علی بیک ورقا همسر یکی از سرداران سیستان می‌گردد (خاندان اکبری‌های زابل حاصل همین ازدواج است). این ازدواج‌ها جهت جلوگیری از شورش‌های بعدی و به جهت خویشاوندسازی امرا در منطقه سیستان و بلوچستان و قهستان مرسوم بوده است بر اساس مستندات از زمان امیر اعلم خان این رسم وجود داشته است منجمله خود امیراعلم خان دختر سردار ابراهیم خان بلوچ را که در برخوری قهرآمیز مغلوب نموده بود به همسری انتخاب نمود و همچنین دختر سردار شریف خان را به همسری پسر ارشدش امیر علی اکبرخان درآورد.